# Woodspring
Woodspring was een kiesdistrict voor het Britse  lagerhuis. Het vaardigde één parlementslid af dat werd verkozen volgens het meerderheidsstelsel. Woodspring is onderdeel van graafschap ("County") Somerset.

## Locatie
Het kiesdistrict omvatte het noordelijk en het oostelijk deel van North Somerset.  Het  strekte zich uit tussen twee rivieren,  de Avon  en de Yeo. De belangrijkste plaatsen zijn Clevedon, Nailsea en Portishead.  Woodspring  is opgegaan in  "North Somerset"  North Somerset omvat ook Weston-super-Mare.

## Parlementaire kleur
Bij de laatste verkiezingen heeft steeds de Conservative Party gewonnen. Liam Fox was namens het district de laatste afgevaardigde in het lagerhuis.